# Claes Egnell
Claes Egnell (n. 29 ianuarie 1916, Örebro, Suedia – d. 15 ianuarie 2012, Falun, Comitatul Dalarna, Suedia) a fost un schior alpin ce a reprezentat Suedia, medaliat olimpic. A participat la 2 ediții ale Jocurilor Olimpice (1948, 1952) în care a câștigat o medalie de argint.